# Lego-анимация
Lego-анимация, также брикфильм (англ. brickfilm; фильм из «кирпичиков») — это анимационный фильм или интернет-видео, созданное либо путем съёмки покадровой анимации с использованием деталек строительного конструктора, например кирпичиков (и фигурок) Lego, либо с помощью компьютерной графики или рисованной анимации в качестве имитации. Иногда это может быть и игровое кино с участием пластмассовых игрушек или их изображений.

## Техники создания
Есть два основных способа создания мультфильмов из Lego. Первый способ — обычная, «живая» съёмка (real-time) в видео-режиме камеры или фотоаппарата. Второй способ — stop-motion.
«Stop-motion» или «покадровая анимация» — это способ создания видео, основанный на покадровом фотографировании. В подобных видео фотографируется сцена, затем в неё вносятся минимальные изменения и она фотографируется снова. Этот процесс продолжается какое-то время, потом кадры переносятся в компьютер, там обрабатываются, сжимаются и получается обычный видеофайл. Плюсы подобных методов — простота в создании спецэффектов, плавности движений и отсутствие в кадре рук или иных приспособлений для передвижения элементов сцены.
Зачастую в длинных Lego-видео методы «покадровой анимации» и «живой съёмки» используются вместе.

## Монтаж кадров
Для объединения отдельных кадров в цельный видеоряд используются те же программы, что и для обычного видеомонтажа.
Самые популярные программы:
- Windows Movie Maker;
- Pinnacle Studio;
- Adobe Premiere Pro;
- Ulead Video Studio;
- Sony Vegas.

Movie Maker является предустановленной программой в Windows, но имеет ограниченный ресурс и проблемы со стабильностью. Остальные программы платные и относятся к категории профессионального ПО.
Также существуют программы для Android и iOS, в том числе официальная и бесплатная программа «Lego Movie Maker» (больше не доступна в Play Market и App store).

## Частота кадров
Важным понятием в любой анимации служит частота кадров. Плавность картинки достигается при 18-24 кадр/сек. На сегодняшний день видеостандартом является частота 24 кадр/сек, то есть за одну секунду показывается 24 кадра. Но не все готовы снимать по 1440 фотографий ради лишь одной минуты будущего фильма, поэтому зачастую жертвуют плавностью в угоду длительности, а отдельные кадры растягиваются.

## Процесс съёмок
Как и в любых съёмках, для создания Lego-фильмов используются штативы и осветительное оборудование, создаются декорации.
Декорациями служат как постройки из Lego (стандартные наборы или собранные самим автором), так и ватман, картон (к примеру, картонный задник с изображением настоящего города), или отдельное помещение, например, ванная, кладовка, жилая комната, гараж и т. д. Подбор декораций зависит от серьёзности подхода к созданию фильма и финансовых возможностей. Существуют также ролики, в которых все декорации созданы на компьютере, а персонажи наложены методом хромакей.
Как альтернатива, персонажи и/или декорации создаются в 3D-редакторах: как специализированных на Lego (LeoCAD, Lego Digital Designer, LDRaw, SR 3D Builder, Studio), так и полноценных (3Dmax).
Для того, чтобы картинка в кадре не дёргалась, существуют два пути: использование программ для стабилизации (Adobe After Effects) или закрепление декораций и камеры. Для последнего подходят настольные, а лучше напольные штативы. Идеальный вариант — штатив со струбциной, который крепится прямо за стол (или часть декораций) и регулируется по наклону и высоте — тогда не страшно его нечаянно задеть. Для крепления самой сцены хорошо подходят столярные тиски. Также стоит обзавестись постоянным источником света, чтобы яркость видеоряда не менялась против вашего желания. Используйте небольшие софиты или люминесцентные лампы — они не придают картинке желтизны, как обычные лампочки.
Кадры можно снимать как средствами фотоаппарата, так и видеокамеры. Последнее имеет ряд преимуществ: во-первых, при совмещении съёмки «живым кадром» и «покадровой анимацией» разница в качестве картинки будет минимальна. Во-вторых, для некоторых видеокамер продаются специальные пульты ДУ, с помощью которых снимать фотографии можно удалённо, не касаясь самой камеры или штатива.

## Lego-фильмы и The Lego Group
В 2000-м году компания Lego выпустила специальную серию для любителей фильмов — Studios, эта серия продержалась вплоть до 2003-го и подарила нам много уникальных минифигурок и готовых декораций. Самым примечательным можно назвать набор «1349» Steven Spielberg Moviemaker Set: помимо участка дороги и двух зданий, которые (и дорога, и дома) могли разрушаться, обнажая текущую лаву, в нём также присутствовали два картонных фона (ночной город со светящимися окнами небоскрёбов, а также разрушенный город), специальный фотоаппарат, стилизованный под Lego и диск с монтажной программой, содержащей в себе библиотеки звуков и текстов. Набор курировал сам Стивен Спилберг, его подпись можно увидеть на крышке коробки.
В 2009 году The Lego Group объявило о поиске талантливых мультипликаторов. Как выяснилось позже, лучшие из лучших были выбраны, чтобы создать официальные мультики о приключениях персонажей серии «Space Police». Они получили доступ к складам компании, а в ответ сняли шедевры Lego-анимации, качество которых ещё долго будет непревзойдённым.

## Заключение
Минус такого способа создания фильмов заключается именно в монотонности — постоянно делать фотографии одну за другой, оставаясь почти неподвижным (отсутствие шатания камеры — один из основных компонентов удачного фильма, но и штатив не поможет, если его постоянно задевать в порыве энтузиазма). А плюсы многочисленны и очевидны: при малых затратах можно реализовать свой кинематографический потенциал, воплощать самые разнообразные идеи и решения (не всегда можно снять настоящий ролик, где один из героев разрубит другого на куски), набраться опыта в самом разнообразном монтаже, выиграть приз в конкурсе на лучший [Lego-фильм.